# John Beresford (jugador de polo)
John George Beresford (Dover, Kent, Anglaterra, 10 de juny de 1847 – Washington, Estats Units, 8 de maig de 1925) va ser un jugador de polo anglès. El 1900 va prendre part en els Jocs Olímpics de París, on guanyà la medalla d'or en la competició de polo com a integrant de l'equip Foxhunters Hurlingham. En aquest equip també hi competien Denis St. George Daly, Foxhall Parker Keene, Frank MacKey i Sir Alfred Rawlinson.